# Еріх Шмідт
Еріх Шмідт (нім. Erich Schmidt; 10 лютого 1911, Гіссен — 13 листопада 1977, Бенсгайм) — німецький офіцер, майор вермахту (1 квітня 1943), оберстлейтенант бундесверу. Кавалер Лицарського хреста Залізного хреста з дубовим листям.

## Біографія
1 квітня 1936 року вступив  в 6-й автомобільний батальйону. З 1 березня 1938 року — ад'ютант 2-го батальйону 4-го танкового полку 13-ї танкової дивізії. Учасник Польської і Французької кампаній, а також Німецько-радянської війни. З 1 жовтня 1941 року — командир 3-ї роти свого полку. Учасник боїв на Кубані. З 15 березня 1943 року — командир 1-го батальйону свого полку. В жовтні 1943 року очолив 507-й важкий танковий батальйон, дислокований у Франції. На початку 1944 року переведений на Схід. Відзначився у боях під Тернополем і Бродами. З жовтня 1944 року — командир танкового полку гренадерської бригади (пізніше — дивізії) «Фюрер». Учасник боїв у Східній Пруссії. В травні 1945 року здався радянським військам. В січні 1950 року переданий владі ФРН і звільнений. Служив в бундесвері. 31 березня 1967 року вийшов у відставку.

## Нагороди
- Медаль «За вислугу років у Вермахті» 4-го класу (4 роки)
- Залізний хрест
  - 2-го класу (6 жовтня 1939)
  - 1-го класу (28 травня 1940)
- Медаль «У пам'ять 1 жовтня 1938 року» із застібкою «Празький град» (25 жовтня 1939)
- Німецький хрест в золоті (30 травня 1942)
- Медаль «За зимову кампанію на Сході 1941/42» (3 серпня 1942)
- Нагрудний знак «За танкову атаку» 2-го ступеня «25» (9 червня 1944)
- Лицарський хрест Залізного хреста з дубовим листям
  - лицарський хрест (9 червня 1944)
  - дубове листя (№877; 9 травня 1945)
- Нагрудний знак «За поранення» в золоті (21 серпня 1944)
- Відзначений у Вермахтберіхт (30 серпня 1944)